# باو ريباس
باو ريباس (بالإسبانية: Pau Ribas)‏ مواليد 2 مارس 1987، هو لاعب كرة سلة إسباني بدأ مسيرته الاحترافية في سنة 2005 يلعب مع نادي برشلونة لكرة السلة ويحمل الرقم 5. يبلغ طوله 6 قدم 5 بوصة (2.0 م).

## فرق لعب لها
- جوفينتوت بادالونا
- ساسكي باسكونيا
- فالنسيا باسكت
- نادي برشلونة لكرة السلة

## روابط خارجية
- باو ريباس على موقع الاتحاد الدولي لكرة السلة (الإنجليزية)
- باو ريباس على موقع الدوري الأوروبي لكرة السلة (الإنجليزية)
- باو ريباس على موقع الدوري الإسباني لكرة السلة (الإسبانية)
- باو ريباس على موقع كرة السلة الأوروبية.كوم (الإنجليزية)
- باو ريباس على موقع DraftExpress.com (الإنجليزية)
- باو ريباس على موقع ريلجم (الإنجليزية)
- باو ريباس على موقع بروبوليرز (الإنجليزية)
- باو ريباس على موقع سبورتس رفرنس (الإنجليزية)